# Rumo à Estação Finlândia

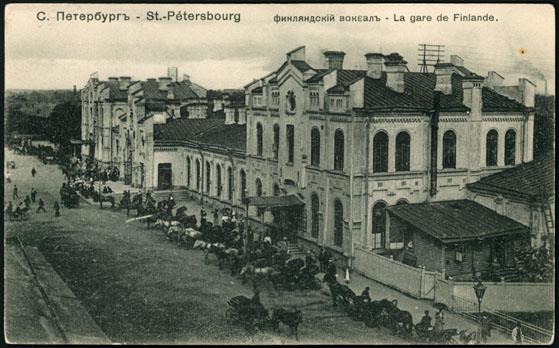
Estação Finlândia, destino da viagem de Lênin

To the Finland Station: A Study in the Writing and Acting of History (lançada no Brasil como Rumo à Estação Finlândia) é o livro mais conhecido do escritor americano Edmund Wilson.
Publicado originalmente em 1940, apresenta a história do pensamento revolucionário e o nascimento do socialismo, da Revolução Francesa, Conde de Saint-Simon, Rousseau, a colaboração entre Marx e Engels, até a chegada de Lenin à Estação Finlândia, em São Petersburgo (também chamada Petrogrado), em abril de 1917, retornando de um longo exílio para liderar o que culminaria na Revolução de Outubro.
A tradução para o português foi o primeiro livro publicado pela Companhia das Letras, um sucesso de vendas que impulsionou a editora.